# Цінність
Ці́нність — будь-яке матеріальне або ідеальне явище, яке має значення для людини чи суспільства, заради якого вона діє, витрачає сили, час, гроші, здоров'я тощо, заради якого вона живе. Вивченню людських цінностей присвячений розділ філософії аксіологія, який підрозділяється на етичну й естетичну аксіологію. Сучасні емпіричні дослідження людських цінностей охоплює теорія цінності.
Цінність — властивість того чи іншого предмета, явища задовольняти потреби, бажання, інтереси соціального суб'єкта (індивіда, групи людей суспільства). В аксіології Об’єднання цінність визначається як властивість об’єкта, що задовольняє бажання суб’єкта. Тобто цінність це щось, що (потенційно) належить об’єкту, і вона стає фактичною (реалізується), тільки якщо визнається суб’єктом.
Цінності духовні — це також соціально схвалювані уявлення більшості людей про те, що таке істина, краса, добро, справедливість, патріотизм, любов, дружба тощо.
За результатами «Світового обстеження цінностей», що проводиться під керівництвом Рональда Інґлегарта, цінності людей зазнають поступових змін під впливом поліпшення матеріальних умов життя.

## Система цінностей
Система цінностей — поняття, теорії цінностей, яке означає сукупність існуючих людських думок про значення в їхньому житті речей та явищ, що зустрічаються в природі і суспільстві («соціальна установка»).
Людина та суспільство спирається на систему цінностей під час порівняння та вибору лінії поведінки, здійснення вчинку тощо.

### Набір цінностей
У власному огляді Брейтуєн та Скот відносять зародження поняття сукупності цінностей до досягнутого у 1950-ті та 1960-ті роки консенсусу про відношення поняття цінностей не до характеристики предметів, а до характеристики людей і їх бажань — бажань саме людей, а не потреб до того, які бажання ніби мають бути в людей.
Не дивлячись на згоду дослідників з питань визначень, щодо кількості і набору цінностей в системах між психологами існують глибокі розбіжності, хоча деякі пишуть про «універсальний» характер базових цінностей.